# 黒須貫
黒須 貫（くろす とおる、1964年（昭和39年）7月22日 - ）は、日本の政治家、神職。宮城県角田市長（2期目）。元角田市議会議員（2期）。

## 来歴
宮城県角田市出身。宮城県角田高等学校、國學院大學法学部卒業。
鶴岡八幡宮で修行の後、熱日高彦神社の神主に就任。同神社含む4神社の宮司を務めている。
2015年（平成27年）9月13日に行われた角田市議会議員選挙に立候補し初当選。2019年（令和元年）再選。
2020年（令和2年）5月下旬、市議を辞職。6月12日、任期満了に伴う角田市長選挙に立候補する意向を表明。7月12日に行われた市長選に自由民主党・公明党の推薦を受けて立候補し、元市議の武田暁、元市職員の木村伸一を破り初当選した
。8月10日、市長就任。
2024年（令和6年）7月14日、任期満了に伴う市長選挙が告示され、立候補した。他に立候補者がいなかったため無投票で再選された。